# Skjulstabergets fornborg
Skjulstabergets fornborg är en fornborg på Skjulstaberget, nära Hyndevadsån, norr om Skogstorp i Eskilstuna kommun.
Öster om Hyndevadsån finns två fornborgar nära ån. Söder om Skjulsta ligger Uvbergets fornborg och strax norr om ligger Skjulstabergets fornborg. 
Fornborgen är på 75 x 70 meter och ligger på ett berg, som sluttar starkt mot nordväst, väster och söder och svagare mot öster. I öster skyddas platsen av en mur, som är en–fyra meter bred och 0,1–0,5 meter hög. Den är i det närmaste helt borta på två ställen. Muren flankeras sydsydost av en omkring 25 meter lång yttre mur.
Nedanför Skjulstabergets fornborg har det funnits spärranordningar i Hyndevadsån i form av pålrader i åbotten för att hindra fientliga båtar.